# Justicia paspaloides
Justicia paspaloides är en akantusväxtart som beskrevs av Raymond Benoist. Justicia paspaloides ingår i släktet Justicia och familjen akantusväxter. Utöver nominatformen finns också underarten J. p. mandrakensis.